# Площа пам'яті
Площа Пам'яті — одна із площ у місті Самборі (Львівська область), присвячена вшануванню пам'яті самбірчан, які брали участь у вагомих для України історичними подіях. Вона розташована по вулиці Степана Бандери біля парку ім. Івана Франка.

## Опис
На площі розташовано цілий меморіальний комплекс: алею Героїв, алею Небесної сотні, пам'ятник Степанові Бандері, пам'ятний знак жертвам катастрофи на Чорнобильській АЕС, монумент загиблим у Другій світовій війні.

### Алея Героїв (Алея Слави)
- 20 листопада 2011 р. — відкриття пам'ятника провідникові ОУН Степану Бандері. Робота над пам'ятником розпочалася у 2006 році. Скульптор — Микола Посікіра, архітектор — Михайло Федик, відлив у бронзі здійснили на Львівській кераміко-скульптурній фабриці. Цей пам'ятник є майже точною копією пам'ятника Степану Бандері у Львові.
- 14 жовтня 2012 року — відкриття погруддя майора УПА Степана Стебельського (псевдо «Хрін»).
- 17 вересня 2015 року — відкриття погруддя зв'язкової УПА Анни Черешньовської (псевдо «Тетяна»).
- 15 жовтня 2017 року — відкриття погруддя окружного провідника ОУН-УПА Терентія Піхоцького (псевдо «Криця»).
- 7 липня 2019 року — відкриття погруддя провідника ОУН Львівського краю Зиновія Тершаковця[1].
- 18 липня 2019 року — відкриття погруддя Дмитра Дубаса (псевдо «Луговий»).

### Алея Небесної сотні
- 23 травня 2014 р. — відкрито пам'ятник загиблим на Майдані героям Небесної сотні. Монумент має вигляд кількаметрової плоскої прямокутної плити з граніта, на якій висічено 111 імен українців, котрі загинули від куль снайперів у Києві під час подій Революції Гідності. В цьому списку зокрема краяни — Богдан Сольчаник зі Старого Самбора та Володимир Жеребний і Володимир Топій із м. Рудки. На тильній стороні пам'ятника зображено архангела Михаїла з крилами і мечем у руці та вигравіювано напис «Пам'яті героїв Небесної сотні (На спомин про криваві події 2014 року)». Ввнизу стели написано вислів — «Герої не вмирають»[2].
- 12 червня 2014 р. — насаджено калинову алею на честь загиблих з Небесної сотні. Кількість калинових кущів в алеї становить 110[3].

### Пам'ятний знак жертвам катастрофи на Чорнобильській АЕС
У 2015 році на Площі Пам'яті встановили монумент жертвам Чорнобильської катастрофи на честь самбірчан, котрі загинули під час ліквідації наслідків аварії на ЧАЕС.

### Монумент загиблим у Другій світовій війні
Монумент має вигляд постаменту, на якому прикріплена фігура жінки, яка символізує Батьківщину, та Тризуб - державний герб України. Пам'ятник спочатку було встановлено на честь солдатів радянської армії, які визволяли Самбір від німецької окупації (Пам'ятник воїнам, які полягли смертю хоробрих за визволення Самбора). До постаменту були прикріплені стели з іменами радянських солдатів, згодом їх перемістили на міське кладовище. У 80-х роках ХХ ст. пам'ятник перейменували на Монумент загиблим у Другій світовій війні, а згодом почали розбудову Площі Пам'яті.

## Історія
Площу було створено ще за часів Радянського Союзу. Спершу тут планували створити меморіальний комплекс присвячений радянським героям та встановили пам'ятник на честь солдатів радянської армії, які визволяли Самбір від німецької окупації (Пам'ятник воїнам, які полягли смертю хоробрих за визволення Самбора). Однак із здобуттям Україною Незалежності у 1991 р. владою міста було ухвалено рішення будувати Площу Пам'яті, присвячену воїнам ОУН-УПА. Згодом  на площі було встановлено також пам'ятники новітнім героям: Пам'ятний знак жертвам катастрофи на Чорнобильській АЕС і Пам'ятник Небесної Сотні.
Станом на 2021 р. на площі розміщено 9 пам'ятників, а також заплановано встановити погруддя Петра Партики (Скали).
Щороку на Площі Пам'яті проводять урочисті заходи, віче, присвячені визначним подіям в історії України.

## Галерея

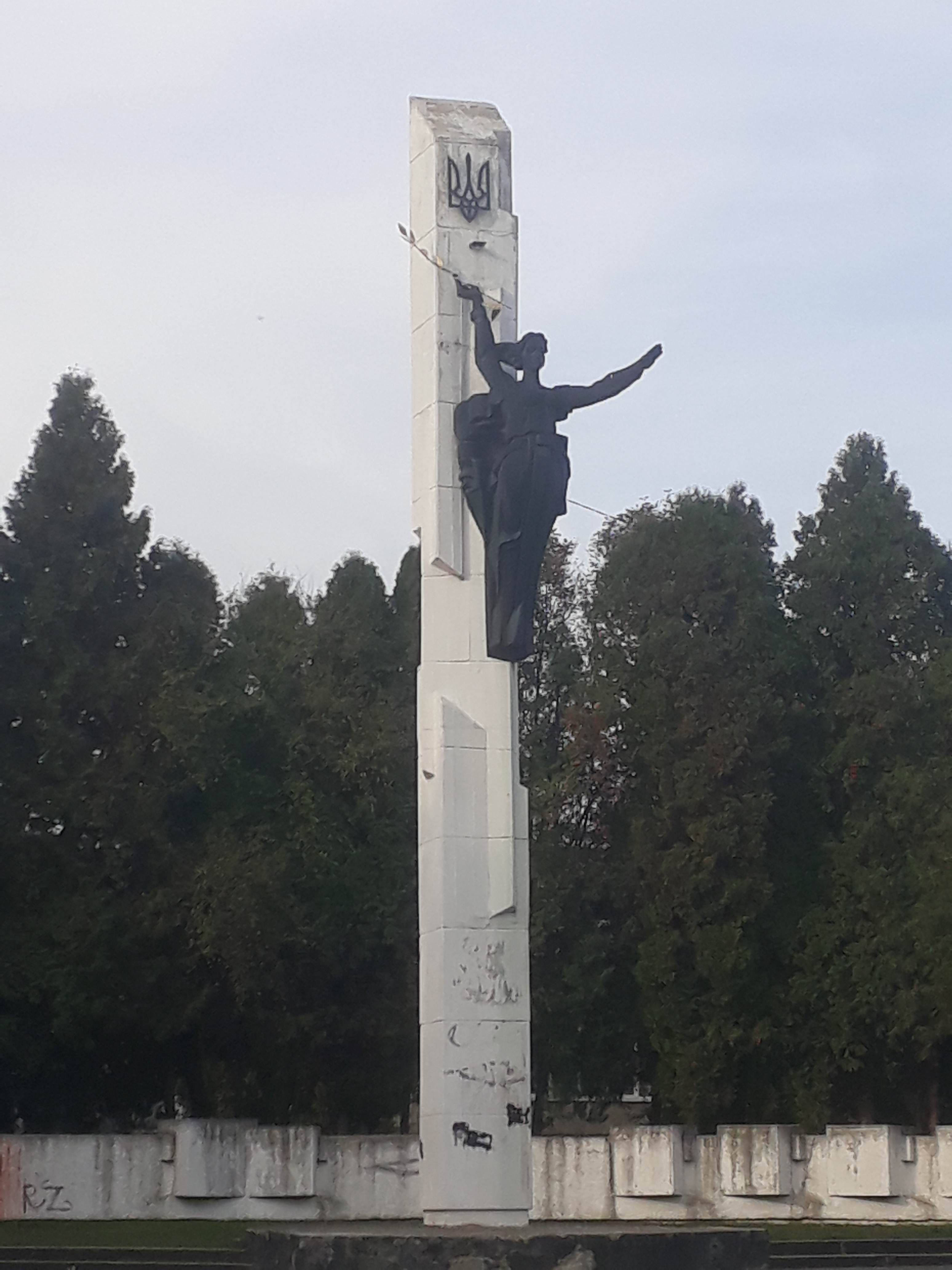
Монумент загиблим у Другій світовій війні, м. Самбір
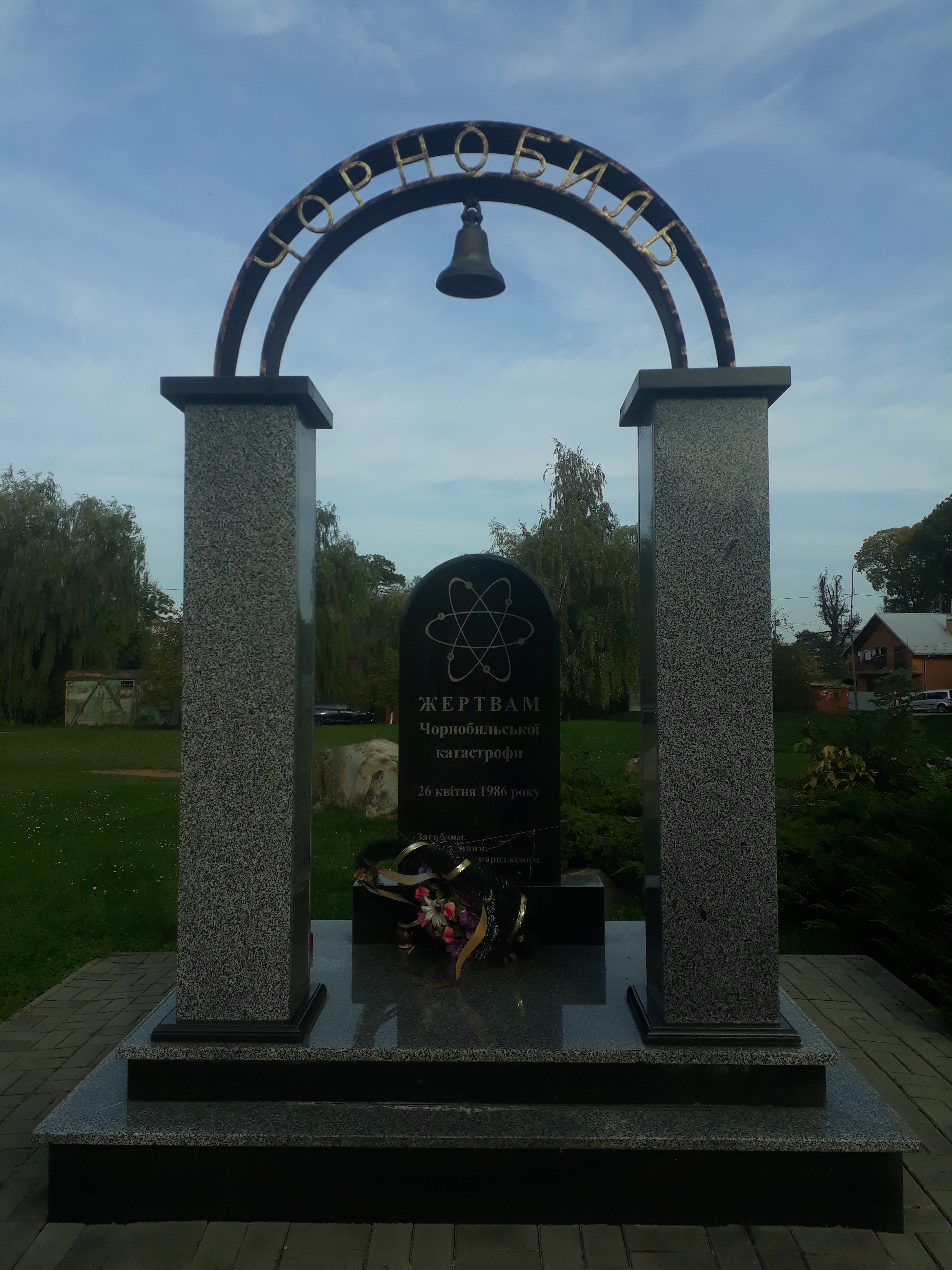
Пам'ятний знак жертвам катастрофи на ЧАЕС, м. Самбір
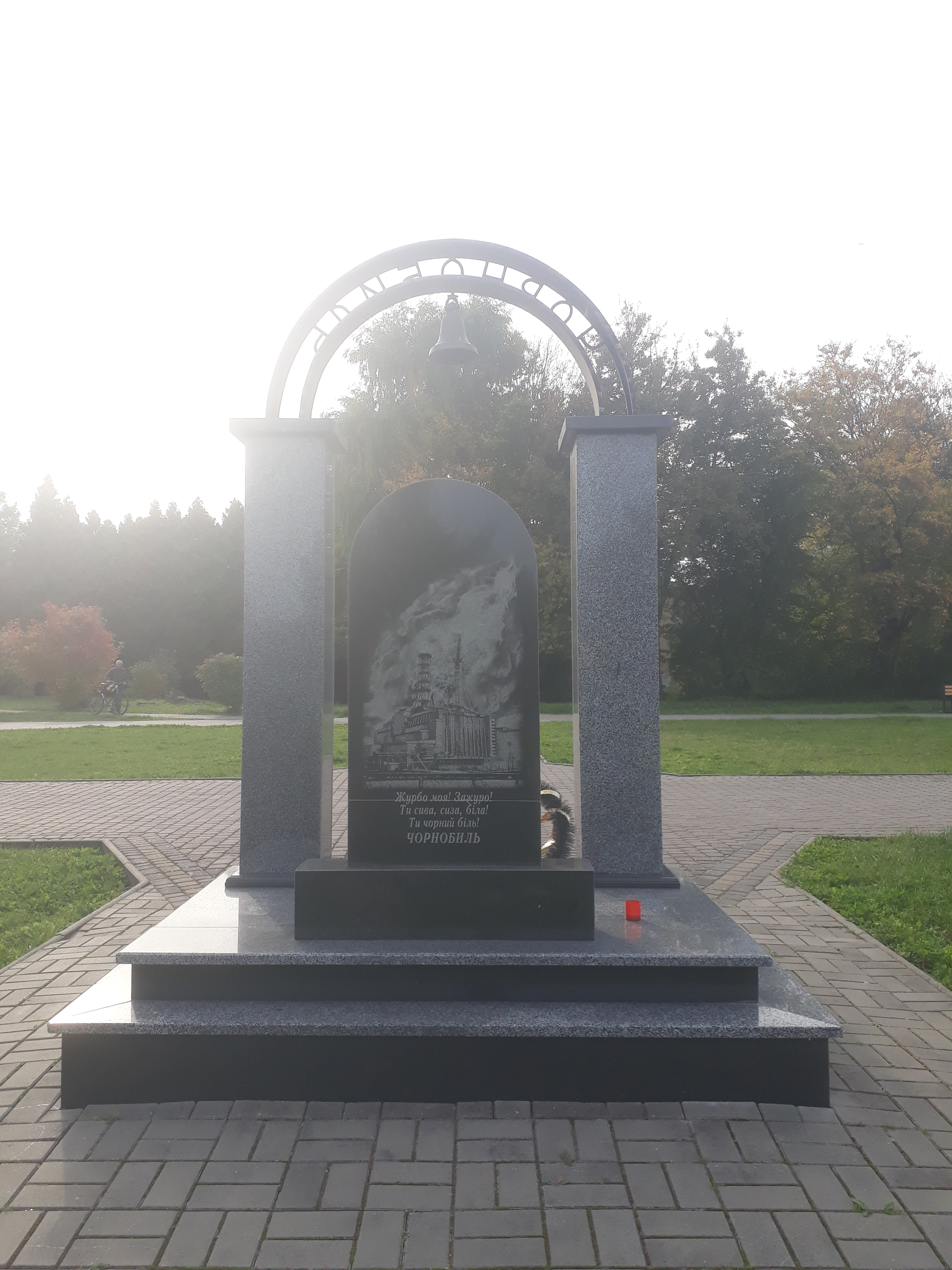
Пам'ятний знак жертвам катастрофи на ЧАЕС (тильна сторона), м. Самбір
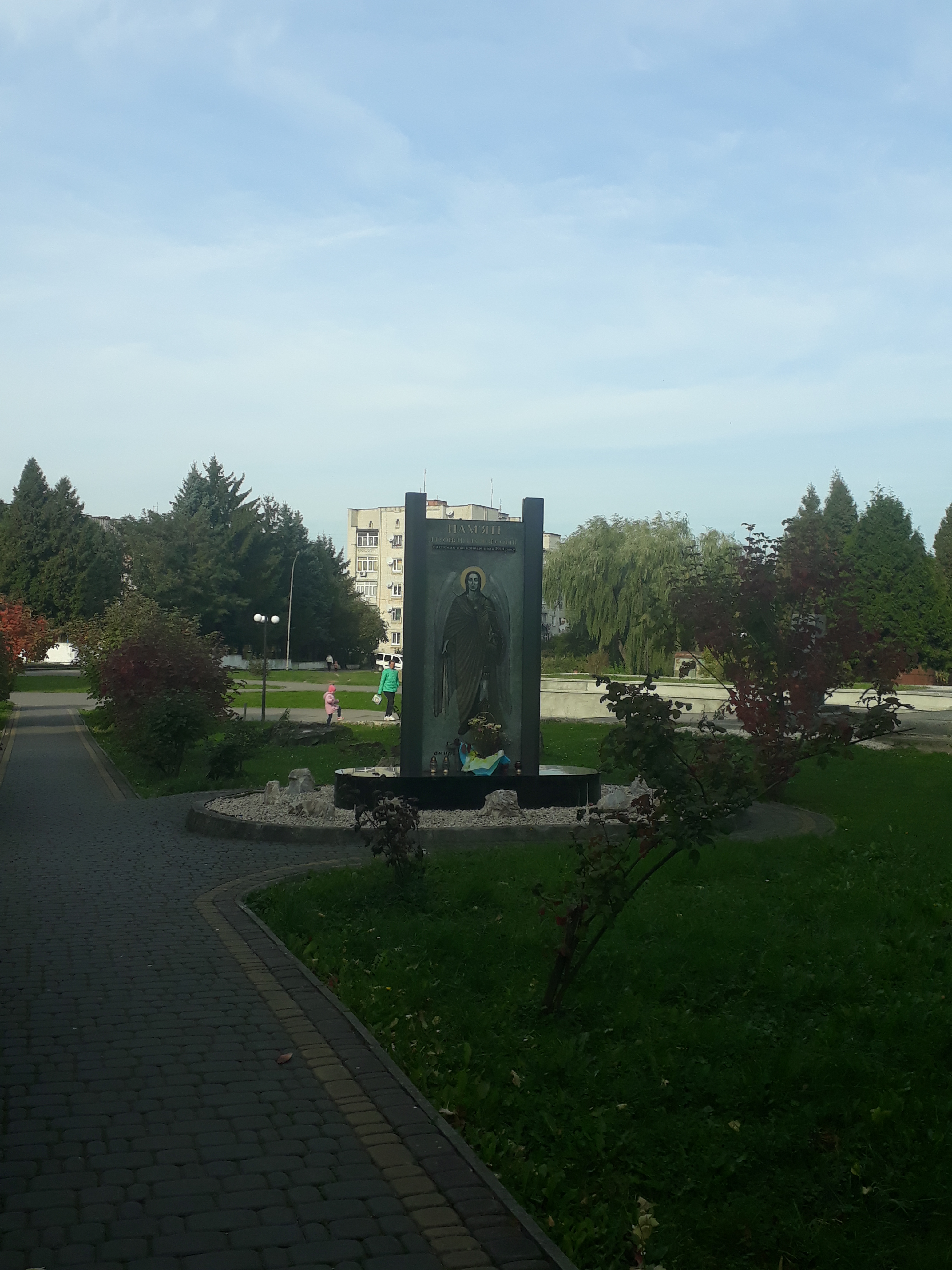
Алея Небесної сотні, м. Самбір
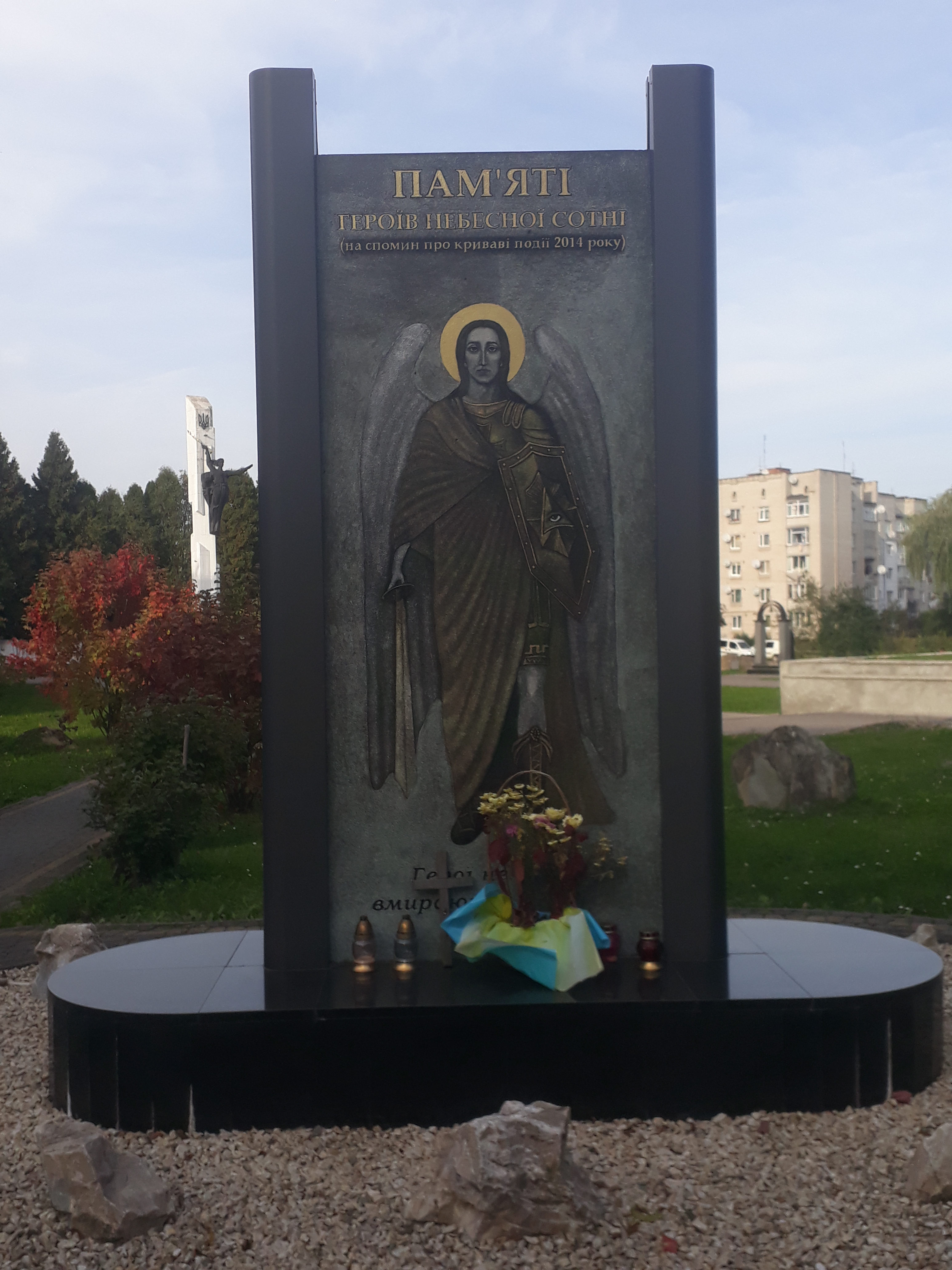
Пам'ятник героям Небесної сотні, м. Самбір
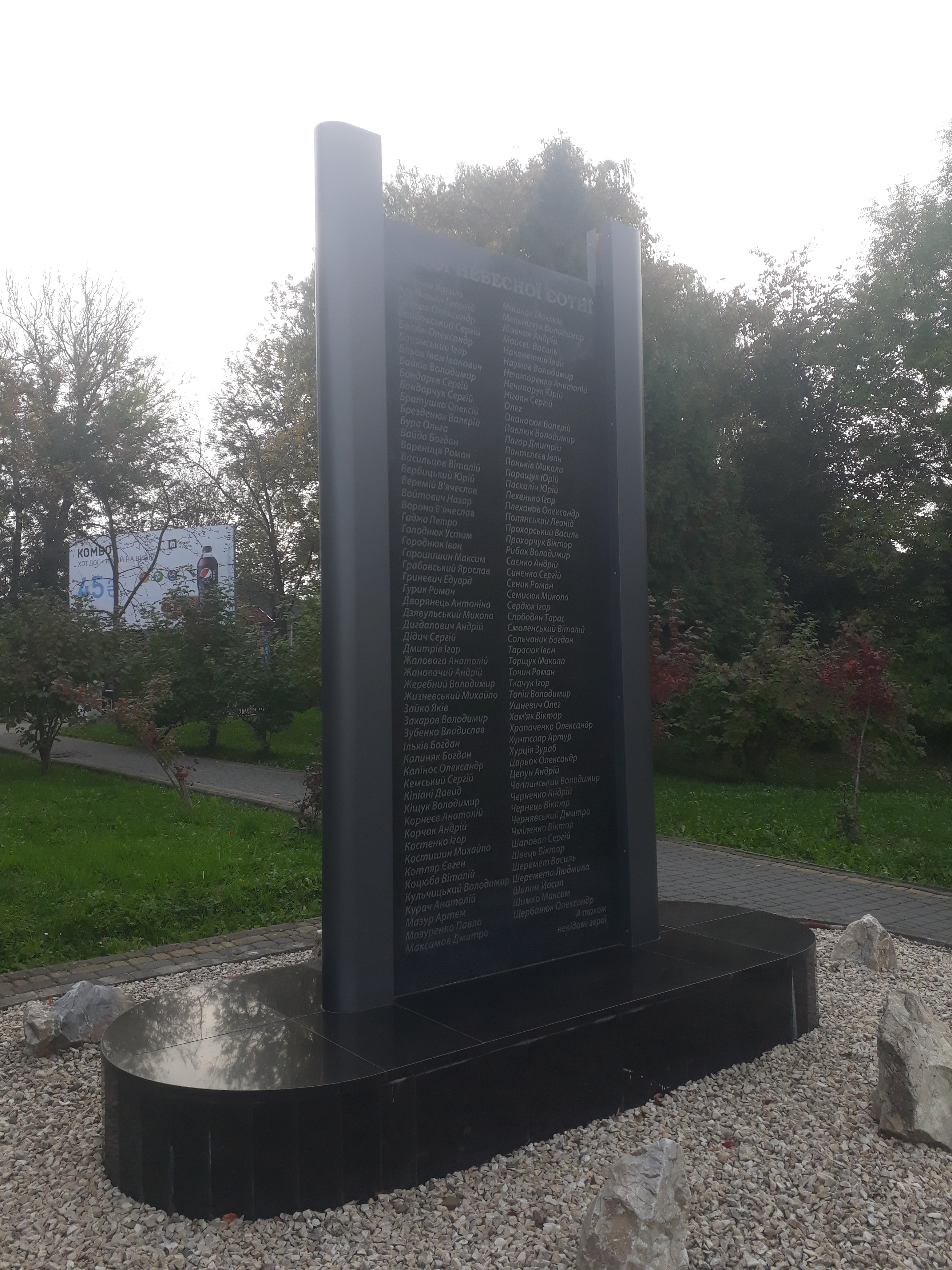
Пам'ятник героям Небесної сотні (тильна сторона), м. Самбір
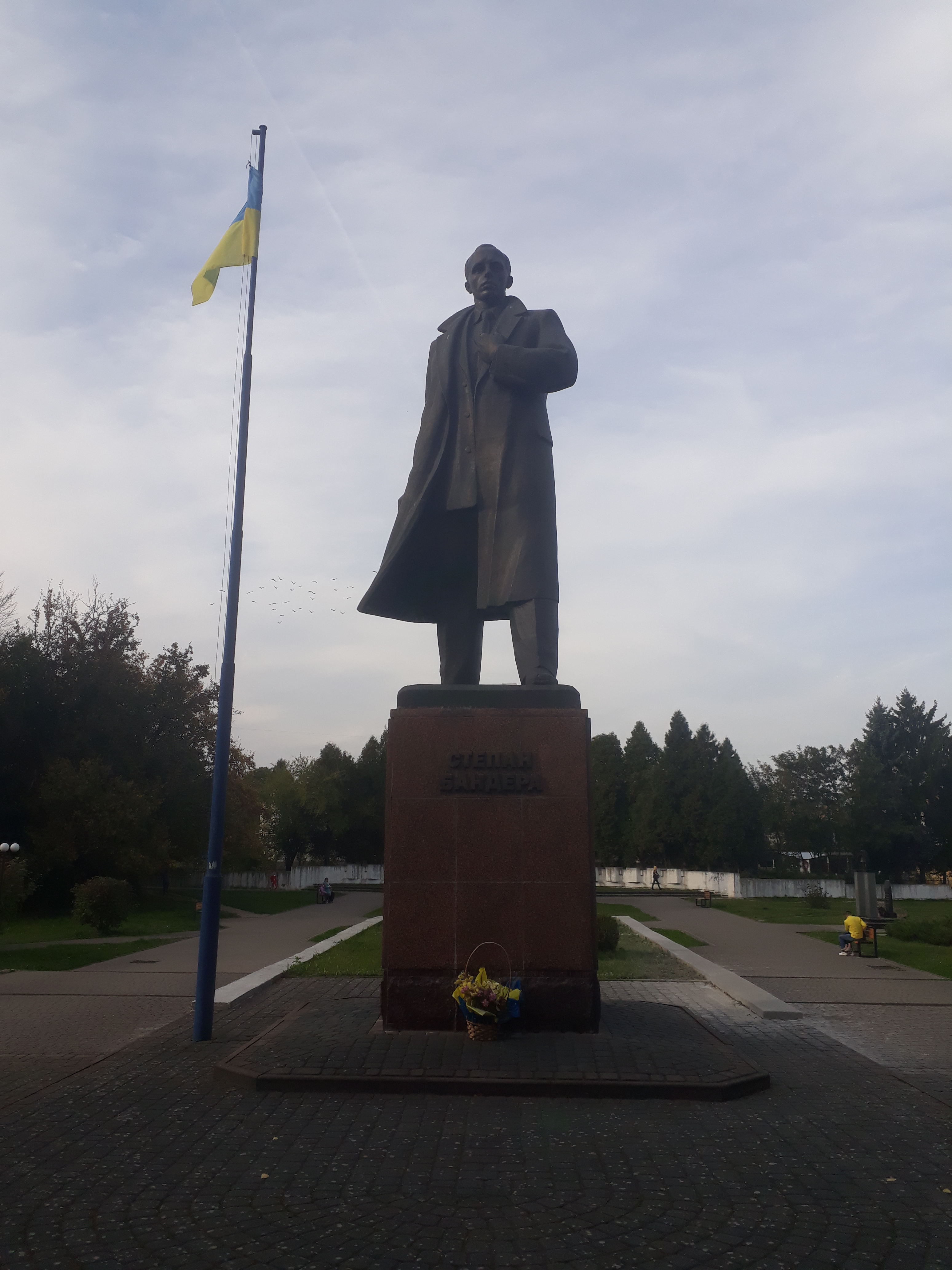
Пам'ятник Степану Бандері, м. Самбір
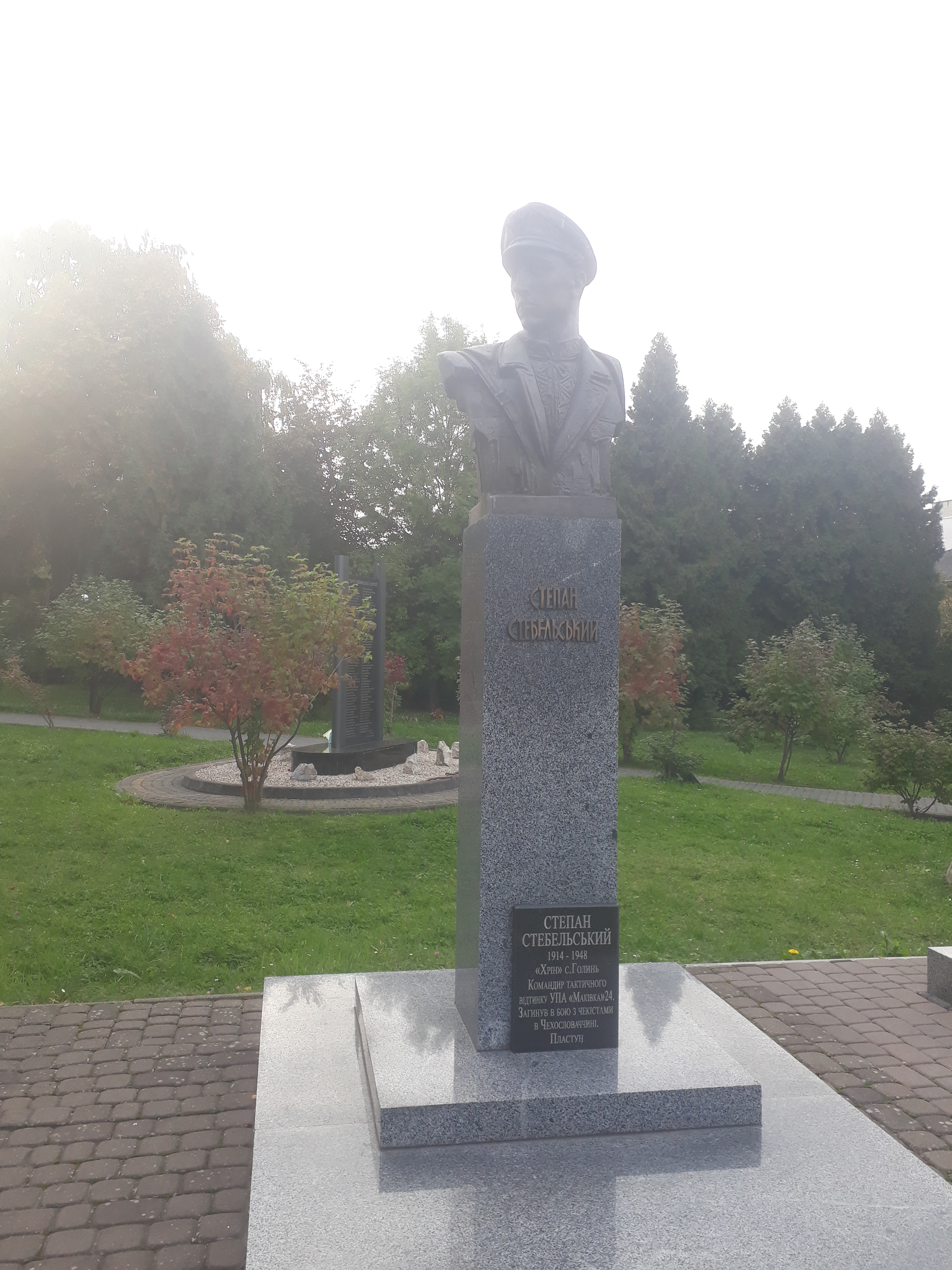
Погруддя Степана Стебельського, м. Самбір
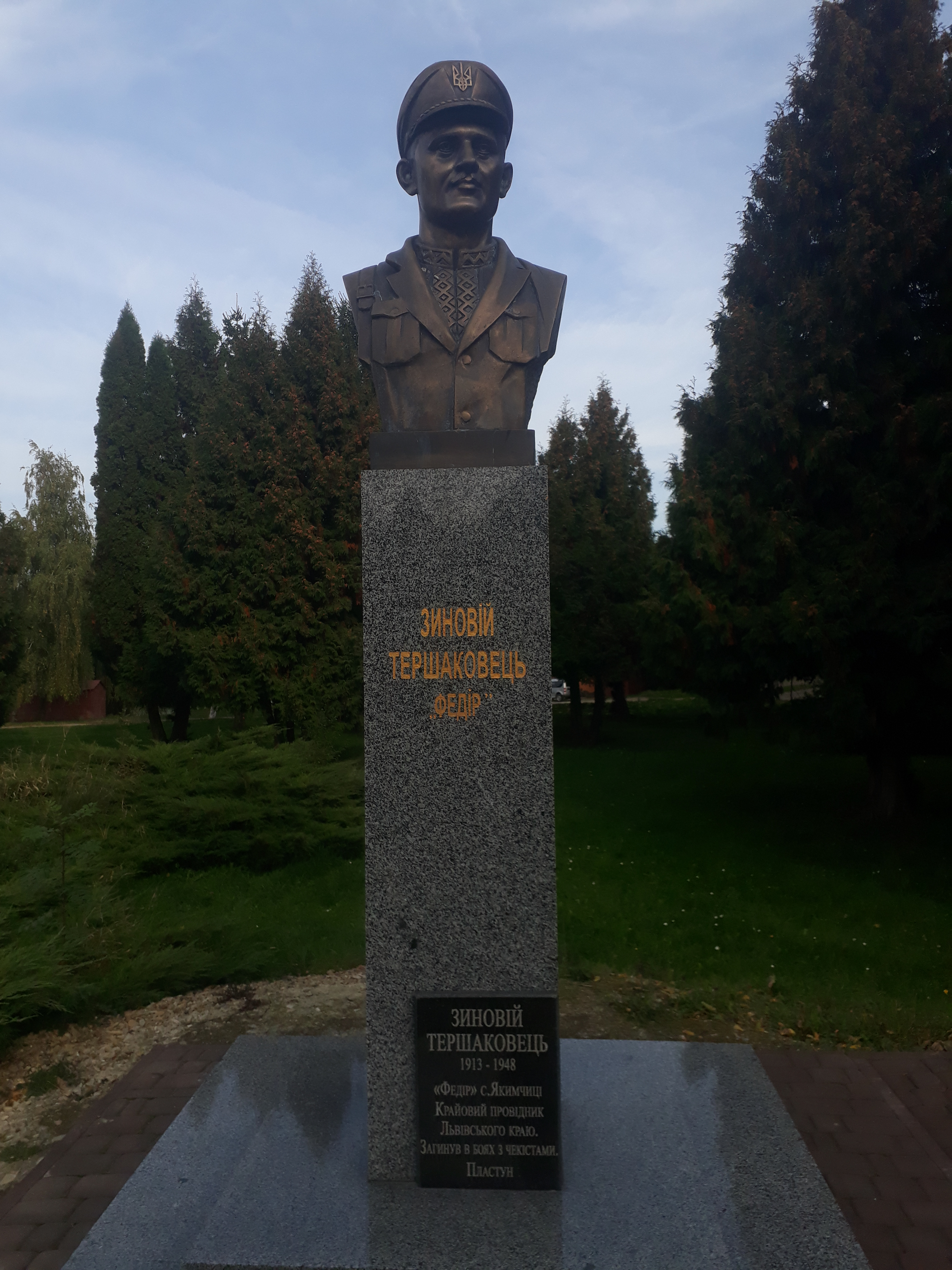
Погруддя Зиновія Тершаковця, м. Самбір
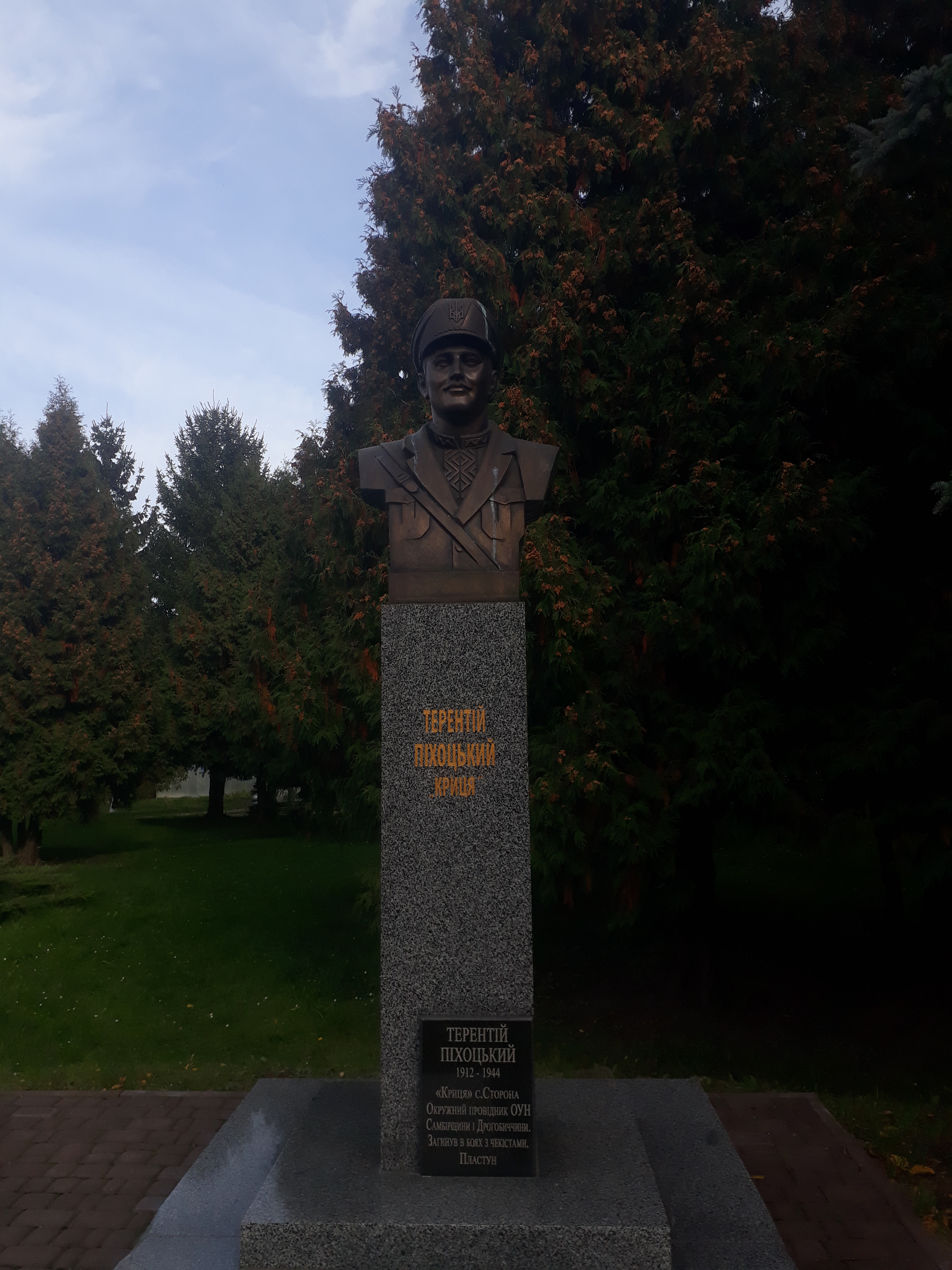
Погруддя Терентія Піхоцького, м. Самбір
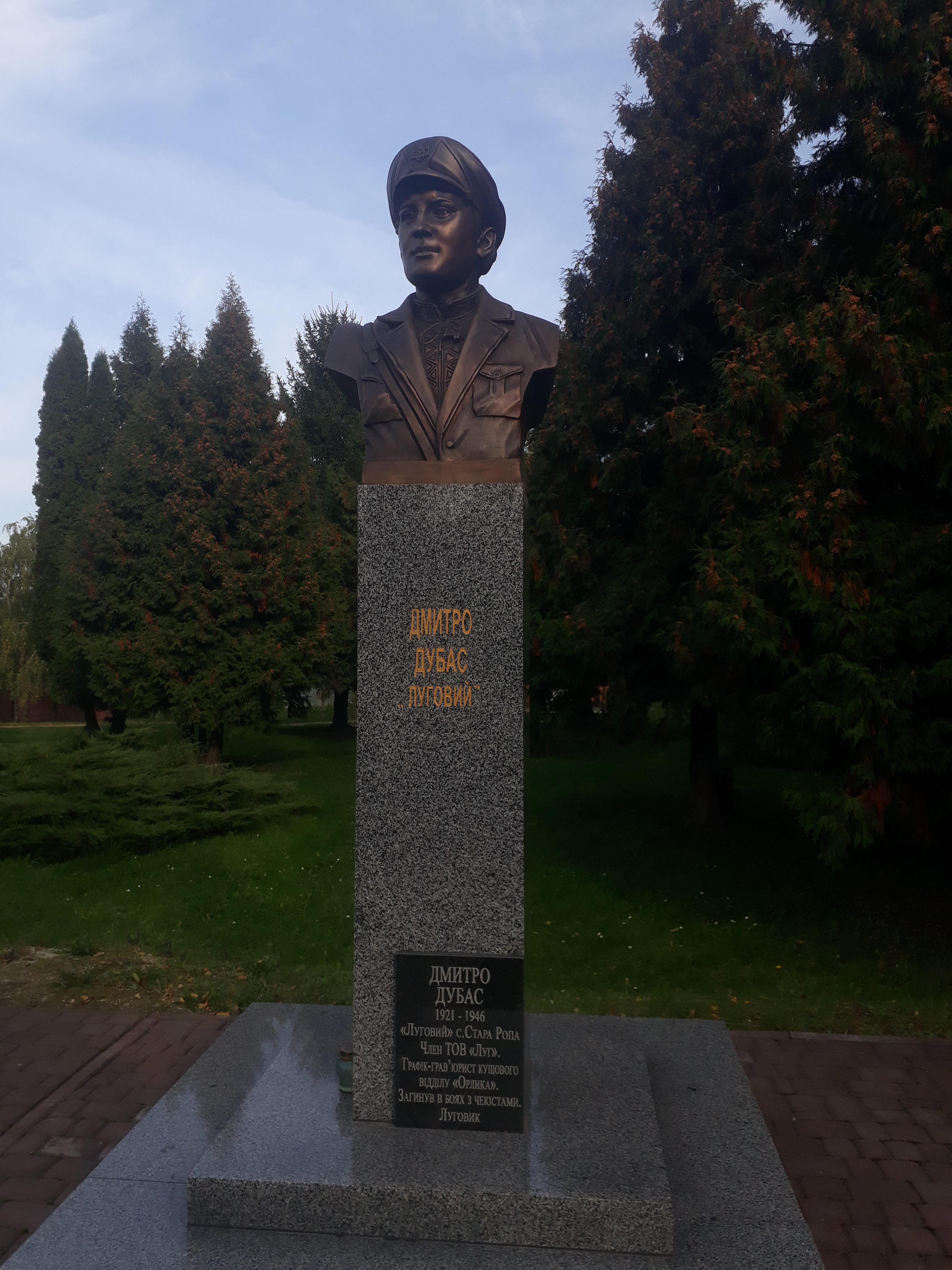
Погруддя Дмитра Дубаса, м. Самбір
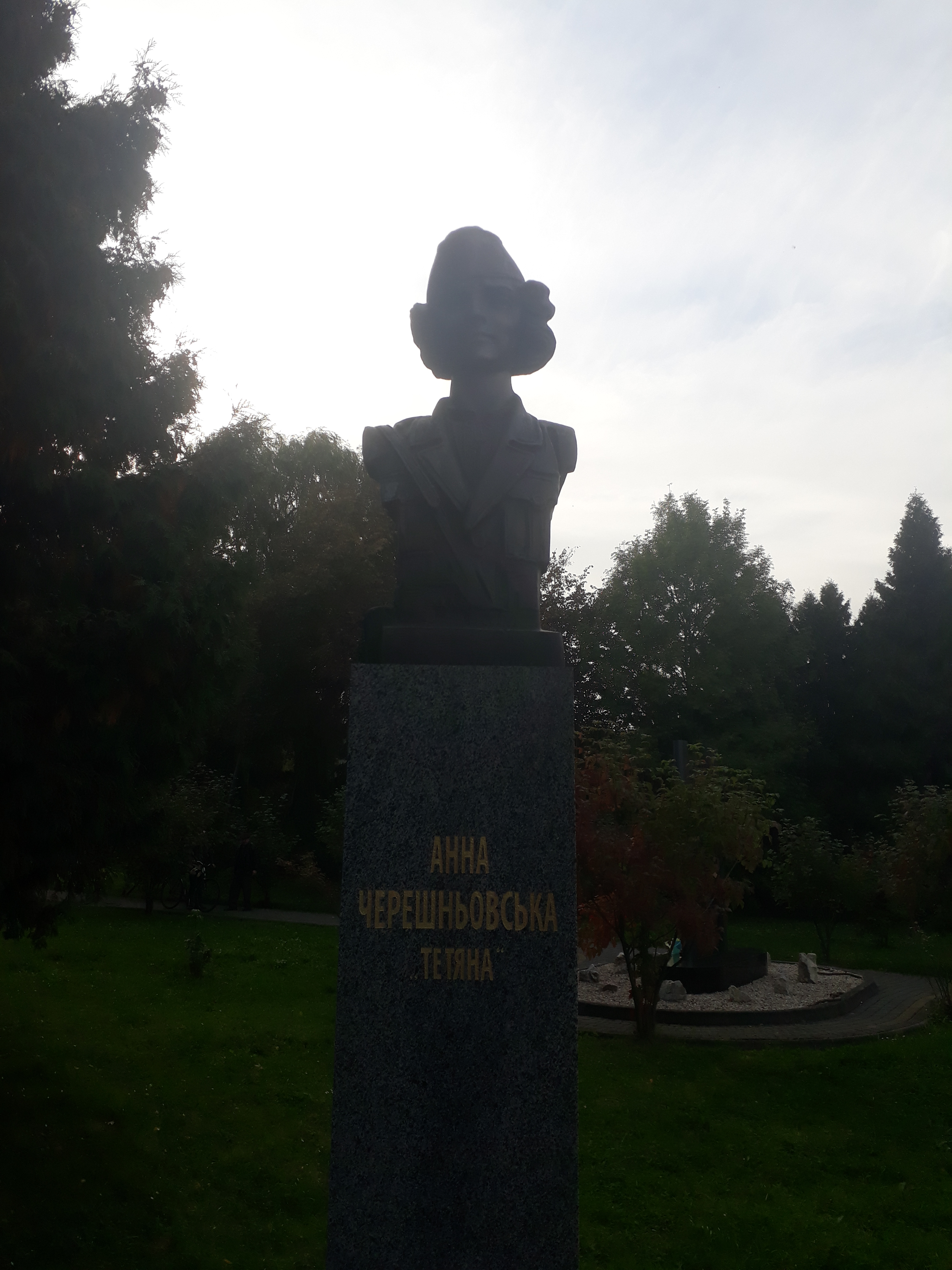
Погруддя Анни Черешньовської, м. Самбір